# Retropedis
Retropedis is een geslacht van hooiwagens uit de familie Zalmoxioidae.
De wetenschappelijke naam Retropedis is voor het eerst geldig gepubliceerd door M. A. González-Sponga in 1987. 

## Soorten
Retropedis is monotypisch en omvat slechts de volgende soort:
- Retropedis magnapatella